# (8636) Malvina
(8636) Malvina est un astéroïde de la ceinture principale.

## Description
(8636) Malvina est un astéroïde de la ceinture principale. Il fut découvert le 17 octobre 1985 à Caussols par le CERGA. Il présente une orbite caractérisée par un demi-grand axe de 2,34 UA, une excentricité de 0,10 et une inclinaison de 3,2° par rapport à l'écliptique.
Le jour où cet astéroïde a été découvert par l'équipe d'observation à laquelle participait Alain Maury, Malvina Maury (née en 1985) est née à Poway, près de San Diego, alors que son père travaillait à Palomar. [Ref: Minor Planet Circ.39652]

## Compléments